# Bhairanayakanahatti, Challakere
Bhairanayakanahatti là một làng thuộc tehsil Challakere, huyện Chitradurga, bang Karnataka, Ấn Độ.